# (۲،۴،۶-تری‌متیل‌فنیل)طلا
(۲،۴،۶-تری‌متیل‌فنیل) طلا (به انگلیسی: (2,4,6-Trimethylphenyl)gold) با فرمول شیمیایی AuC
۹H
۱۱ یک ترکیب شیمیایی با شناسه پاب‌کم ۱۹۸۷۷۹۳۷ است. که جرم مولی آن ۳۱۶٫۱۵۰۲ g/mol می‌باشد.